# St-Victor (Paris)

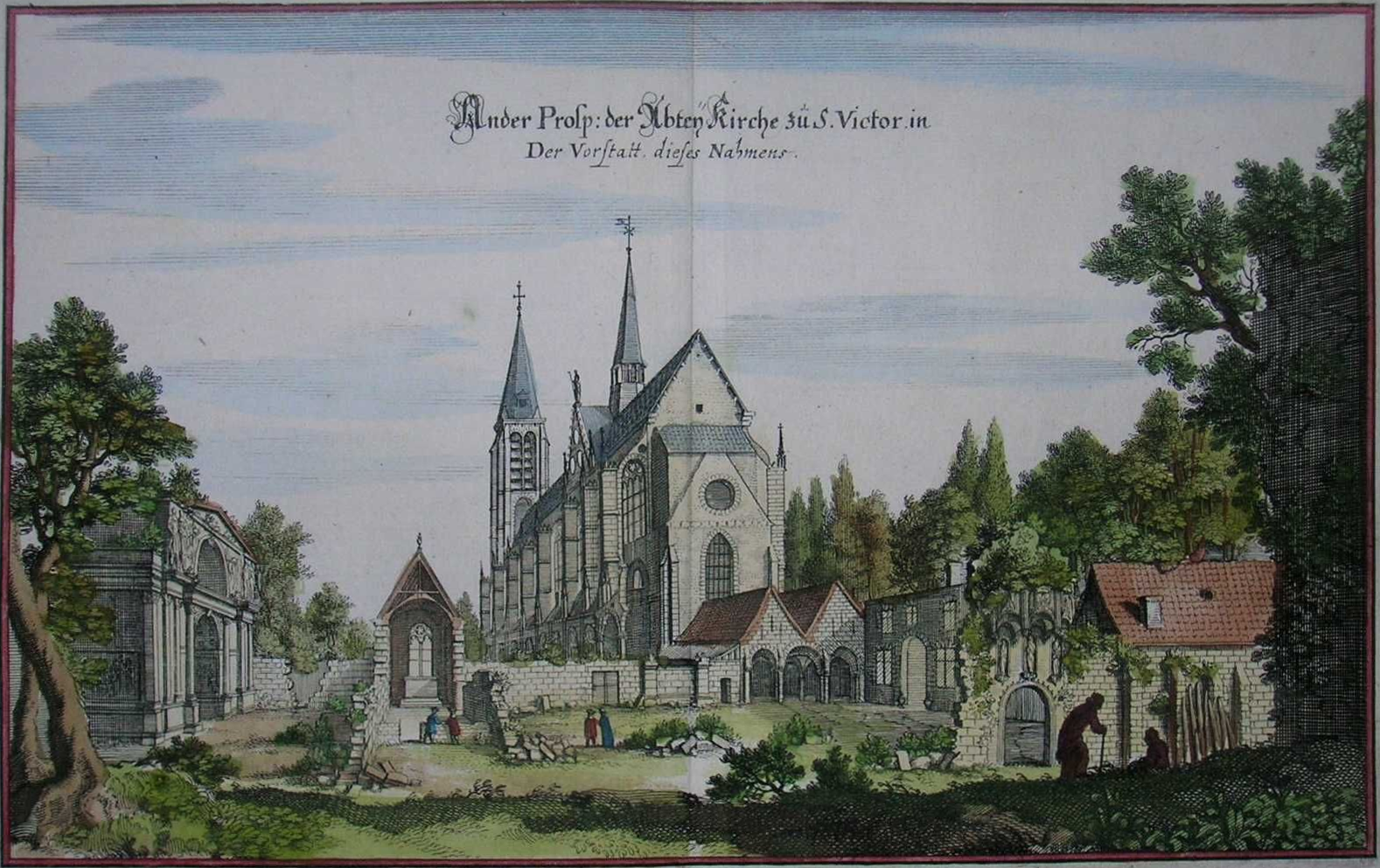
Das Kloster 1655

Saint-Victor war eine königliche Abtei von Regularkanonikern südöstlich des mittelalterlichen Paris. Sie stand außerhalb der Stadtmauern Étienne Marcels im heutigen 5. Arrondissement.

## Geschichte

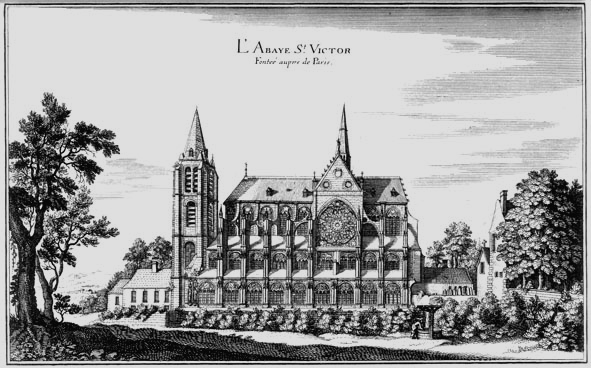
Die frühere Abteikirche St. Victor in Paris

Saint-Victor wurde 1113 von König Ludwig VI. am linken Ufer der Bièvre gegründet. Das Kloster beherbergte eine Art Mönchsgemeinschaft um den Theologen Wilhelm von Champeaux, den ersten großen Pariser Theologen, und war von Anfang an eines der intellektuellen und spirituellen Zentren von Paris.
Wilhelm von Champeaux hatte seine Anstellung als Domscholaster in Notre-Dame aufgegeben, um sich 1108 in ein Kloster zurückzuziehen. Der Nachzug seiner Schüler brachte ihn jedoch bald dazu, seine Lehrtätigkeit wieder aufzunehmen, und das einzurichten, was später die Kongregation der Augustiner-Chorherren vom Heiligen Victor werden sollte, die schnell die Leitabtei eines Ordens mit 30 Abteien und 40 Prioreien werden sollte, deren Ordensregel vom ersten Abt, Geudion, stammt.
Die Tatsache, dass Wilhelm von Champeaux aus dieser Gründung kam, hat sicher zur schnellen Entwicklung der Klosterschule beigetragen. Saint-Victor war im 12. Jahrhundert eines der aktivsten Zentren des intellektuellen Lebens, und seine Ausstrahlung reichte über die gesamte westliche Christenheit. Aus der Abtei kamen im Laufe ihres Bestehend sieben Kardinäle der Kirche. Nach Wilhelm von Champeaux, war vor allem Hugo von St. Viktor (zwischen 1118 und 1141) bedeutend. Enge Verbindungen gibt es zwischen den Lehrern in Saint-Victor und Bernhard von Clairvaux (um 1090–1153), der ihnen wiederum Petrus Lombardus empfahl. Neben der Theologie waren die sieben freien Künste in Saint-Victor Gegenstand besonderer Aufmerksamkeit. Hugo von St. Viktor ließ die Ansicht vorherrschen, nach der die Kenntnis der Welt ein Ganzes ist, die zur Kenntnis Gottes führe – man studierte in Saint-Victor vor allem die klassischen Werke und die Logik, aber auch die Naturwissenschaften und die Kosmographie. Saint-Victor war aber nicht nur ein Zentrum des Bibelstudiums, sondern auch der Produktionsort von in ganz Europa nachweisbaren glossierten Bibeln und von Handschriften mit Viktoriner Exegese.
Hinter dem Palais des Abtes befanden sich die romanische Kirche, das Kloster, die Bibliothek und das Skriptorium. Gärten und Obstwiesen auf der anderen Seite der Bièvre erstreckten sich bis an die Seine hinunter. Das von einer Mauer umgebene Klostergelände hatte die Form eines Trapezes und erstreckte sich bis zum heutigen Jardin des Plantes. An der Südspitze des Geländes stand an der Ecke zum alten Chemin Devers-Seine (der, wie der Name sagt, zur Seine hinunter führte, die heutige Rue Cuvier) die Tour Alexandre, die im Mittelalter als klösterliches Gefängnis genutzt wurde. Der Turm erhielt in den Jahren 1686–87 mit der Fontaine Saint-Victor einen opulenten Wandbrunnen eines unbekannten Meisters, der 1840 gemeinsam mit der Tour Alexandre abgetragen und durch die Fontaine Cuvier ersetzt wurde.
Rings um das Kloster entwickelte sich in dessen Schutzbereich bald ein Ort gleichen Namens. Die Straße, die aus Paris heraus zum Kloster führte, hieß Rue Saint-Victor, das zugehörige Stadttor Porte Saint-Victor. Das Kloster wurde während der Französischen Revolution im Jahr 1790 aufgelassen und 1811 im Zuge der Erbauung einer neuen Lagerhalle für die Pariser Weinhändler endgültig demoliert. Der Ort gehört heute als Quartier Saint-Victor zum 5. Arrondissement.
An der Stelle, an der sich im Mittelalter die Abtei Saint-Victor befand, steht jetzt die Universität Pierre und Marie Curie (UPMC), die Rue Jussieu davor verläuft durch den ehemaligen Chor der Klosterkirche. Die Gemüse- und Obstgärten des Klosters sind jetzt durch die Universität Denis Diderot (Jussieu) – weiterhin bis an die Seine hinunter – bebaut.
Als Namensgeber der Kirche wird von einigen Gaius Marius Victorinus angenommen; andere Forscher beziehen den Namen auf den Märtyrer Viktor von Marseille.

## Äbte

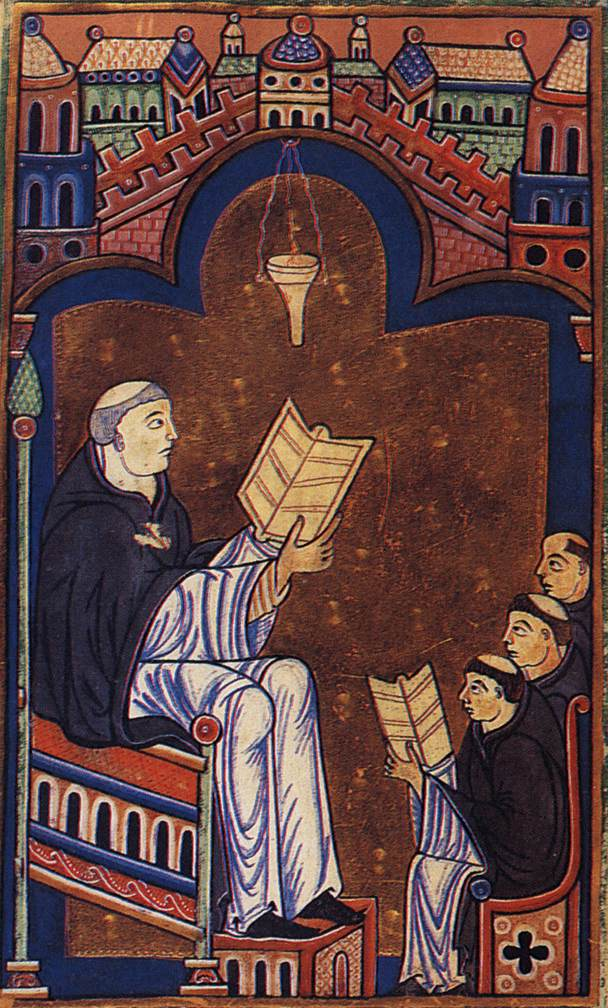
Hugo von Saint Victor

- 1108–1113: Wilhelm I. von Champeaux
- 1113–1155: Gilduin
- 1155–1166: Achard
- 1166: Gunther
- 1162–1172: Ernis/Ervis
- 1172–1192: Guerin
- 1195–1197: Robert I.
- 1197–1198: Bernard I.
- 1198–1203: Absalon
- 1203–1229: Johannes Teutonicus
- 1229–1234: Pierre I.
- 1234–1241: Raoul
- 1241–1254: Ascelin
- 1254–1264: Robert II.
- 1264–1274: Thibaud
- 1274–1289: Pierre II.
- 1289–1294: André I. de Galles
- 1294–1300: Eudes
- 1300–1302: Guy
- 1302–1311: Guillaume II. de Resbez
- 1311–1329: Jean II.
- 1329–1345: Aubert de Mailly
- 1345–1349: Guillaume III. de Saint-Lô
- 1349–1360: Jean III. de Bruyères
- 1360–1367: Bernard II. de Mezo
- 1367–1383: Pierre IV. de Saulz
- 1383–1400: Pierre V. Le Duc
- Juni bis Oktober 1400: Jean IV. Le Boiteux
- 1400–1432: Geoffroy Pellegay
- 1432–1448: André II. Barre
- 1448–1458: Jean V. de La Masse
- 1458–1474: Jean VI. de Nicolaÿ
- 1474–1488: Germain Le Moine
- 1488–1514: Nicaise Delorme
- 1514–1543: Jean VII. Bordier
- 1543–1550: Antoine I. Caracciolo de Melphe, Sohn von Giovanni Caracciolo, Marschall von Frankreich
- 1550–1554: Pierre VI. Lizet
- 1554–1578: Louis I. de Lorraine-Guise
- 1578–1607: Charles de Lorraine
- 1607–1664: François I. de Harlay de Champvallon
- 1664–1706: Pierre VII. du Camboust de Coislin
- 1706–1728: Philippe-Antoine Gualterio
- 1728–1764: François II. de Fitz-James
- 1764–1788: Antoine II. de Malvin de Montazet
- 1788–1790: François III. de Fontanges († 1806)